# Sarcophaga houghi
Sarcophaga houghi är en tvåvingeart som beskrevs av Aldrich 1916. Sarcophaga houghi ingår i släktet Sarcophaga och familjen köttflugor. Inga underarter finns listade i Catalogue of Life.